# Scopula eucentra
Scopula eucentra là một loài bướm đêm trong họ Geometridae.